# Matrona la Cieca
Matrona (1885 – 2 maggio 1952) è venerata come santa dalla Chiesa ortodossa russa che la ricorda il 19 aprile.

## Biografia
Le fonti sulla sua vita sono state raccolte nel 2002 nell'opera Matrona Moskovskaja. Provest'. La sua Vita racconta che Matrona nacque con gravi deformazioni fisiche da una famiglia di contadini dell'Oblast' di Tula. Venne infatti al mondo senza occhi, con le cavità orbitali chiuse strettamente dalle palpebre. Fin da piccola evitò il contatto con i suoi coetanei, che più di una volta la maltrattarono picchiandola e buttandola dentro a una fossa per il solo divertimento di vedere come riusciva a uscire; parlava invece volentieri con le persone adulte, in particolar modo con la madre. Dopo che compì gli otto anni venne reputata capace di chiaroveggenza e di guarigioni miracolose. In giovinezza compì, insieme a una propria amica che l'aveva cara e che era figlia di un ricco proprietario terriero, un pellegrinaggio per i luoghi sacri della Russia.
Durante la Rivoluzione russa i fratelli di Matrona diventarono bolscevichi e furono tra i più attivi nella campagna di collettivizzazione delle terre e di lotta contro la chiesa ortodossa russa, tanto che Matrona, scacciata dagli stessi e nonostante l'aggravarsi delle condizioni di salute che l'avevano resa incapace di muoversi autonomamente, fu costretta ad abbandonare la casa dove era nata. Trasferitasi nel 1925 a Mosca, continuò in quella città la vita ascetica che aveva intrapreso, decidendo di diventare Stolta in Cristo - così erano chiamati coloro che, seguendo la lettera evangelica (Prima lettera ai Corinti 1:18-24, 2:14, 3:18-19), vivevano di carità simulando pazzia, disprezzando il proprio corpo e credendo in tal modo di prendere parte alla Passione di Cristo. Fu costretta dal regime comunista, a causa della fede che testimoniava e della mancanza di documenti di registrazione validi, a spostarsi molto spesso per sfuggire all'arresto.
Durante il soggiorno di Mosca le vennero attribuiti molti miracoli, tanto che si rivolgevano a Matrona persone di tutti i ceti. Morì il 2 maggio 1952. Dopo la sua morte la sua tomba, nel monastero di San Daniele, fu meta di pellegrinaggi devozionali. Canonizzata nel 1999, le sue reliquie riposano oggi nel Monastero dell'Intercessione.

## Leggende devozionali e miracoli
La Vita della santa contiene un numero innumerevole di leggende e miracoli, dei quali segue una breve lista:
- si narra che la madre di Matrona, dopo la nascita di quest'ultima si fosse opposta ai vicini che pensavano che la nascitura avrebbe dovuto essere abbandonata in un orfanotrofio, reputandola non in grado di sopravvivere a lungo. La genitrice decise di non attuare tale proposito dopo aver sognato una colomba con il volto della figlia che le si posava sul braccio destro;
- si racconta che dei prodigi si fossero verificati durante il battesimo della santa quando i presenti e il prete officiante osservarono un raggio di luce che, filtrando dalle vetrate della chiesa, si spostò rapidamente all'interno della stessa fino colpire con intensità il corpo della bambina;
- Matrona sarebbe stata dotata del dono della chiaroveggenza. Una volta mentre stava spennando una gallina con la propria madre esclamò "Così spenneranno il nostro zar!" prevedendo così la rivoluzione d'Ottobre e l'esecuzione della famiglia reale[1]. In un altro episodio viene raccontato come alcuni mesi prima dell'invasione nazista della Russia abbia così predetto: "Mentre voi continuate a litigare la guerra è prossima a scoppiare. Un gran numero di uomini morirà, ma alla fine a prevalere sarà il popolo russo"[3];
- La persecuzione del regime sovietico nei confronti di coloro che testimoniavano attivamente la propria fede religiosa o erano dei cittadini "irregolari" è testimoniata in due aneddoti relativi ai miracoli della santa. Nel primo una guardia, scoperto il nascondiglio di Matrona e avendola trovata senza documenti validi e quindi passibile di essere incriminata in base alle leggi russe del tempo, fu convinto dalla stessa a tornare nella propria abitazione, poiché gli era stata paventata una grave disgrazia. Il poliziotto, rassicurato anche dal fatto che nelle condizioni in cui era Matrona non sarebbe mai riuscita a fuggire, prese la propria vettura e corse a casa, arrivando poco dopo l'esplosione del fornello a petrolio che usava per scaldare i cibi. Trovando la propria moglie priva di sensi la portò speditamente in ospedale. Qui medici lo rincuorarono sulle condizioni della consorte, avvisandolo tuttavia che questa sarebbe di certo deceduta se solo non fosse riuscito a soccorrerla così velocemente. Grato a Matrona il poliziotto non solo desistette dall'arrestarla di persona ma convinse addirittura il capo della polizia a non provvedere all'incriminazione. Un secondo aneddoto, sempre relativo al periodo moscovita della santa, narra di come questa avesse senza giustificazione alcuna rifiutato l'ospitalità di una sua conoscente. Solamente dopo che questa fu arrestata e deportata in Siberia, rivelò che la sua presenza nella casa di questa non avrebbe fatto altro che aggravare la pena tanto da non permetterle più di ritornare dal confino viva, come invece fece in quell'occasione[1].
- Durante il suo pellegrinaggio ebbe luogo di visitare la cittadina di Kronstadt e di assistere ad una funzione officiata dal sacerdote Giovanni parroco della cattedrale di Sant'Andrea. Questi nel bel mezzo del servizio liturgico, scese dall'altare, si avvicinò a Matrona e la indicò come "l'ottava colonna dell'Ortodossia in Russia" volendo sottolineare in tal modo i servizi che la santa avrebbe reso alla comunità dei fedeli durante il regime sovietico;
- si narra che, mentre Matrona si trovava a Mosca, si fosse rivolta a lei una nobildonna del luogo la quale le aveva chiesto aiuto per curare suo figlio, malato di una malattia mentale e rinchiuso in un ospedale psichiatrico. La santa allora, dopo aver preso un'ampolla d'acqua ed aver pregato ad alta voce, ordinò alla donna di bagnare con quell'acqua gli occhi e il viso del figlio. Una volta entrata in manicomio il figlio le gridò di buttare l'ampolla che la madre teneva celata in tasca ma questa fece tuttavia quello che Matrona le aveva prescritto, ottenendo la rapida guarigione del ragazzo.